# Provisions of Oxford
Die Provisions of Oxford (Bestimmungen von Oxford bzw. Provisionen von Oxford) vom Juni 1258  und die Provisions of Westminster von 1259 waren ein Reformprogramm, das dem englischen Hochadel weitgehende Rechte gegenüber dem König und zur Kontrolle der Verwaltung Englands einräumte. Die Provisions waren eine Weiterführung der Idee, dass der König nicht alleine mit der Hilfe selbsterwählter Ratgeber regieren solle und dass besonders die effiziente Verwaltung von Steuereinnahmen die Mitbestimmung der Steuerzahler und ihrer Repräsentanten erfordere.

## Die Petition der Barone
Eine Gruppe von Adeligen, darunter Simon de Montfort, ein Schwager von König Heinrich III. war der Meinung, dass der König den Interessen Englands schade und daher unter Kontrolle gebracht werden musste. Die Barone verlangten im April 1258 die Einsetzung eines Reformausschusses, bestehend aus vierundzwanzig Personen, die je zur Hälfte vom König und von den Baronen benannt werden sollten. Da der Herrscher politisch auf die Unterstützung des Hochadels angewiesen war und sich außerdem in einer schwierigen finanziellen Lage befand, willigte er schließlich ein.

## Die Bestimmungen
Am 11. Juni 1258 traf sich der Ausschuss in Oxford und beschloss folgende Reformen:
- Die Einsetzung eines aus 15 Personen bestehenden Staatsrates mit der Aufgabe, den König zu beraten, dessen Amtsgebaren zu überwachen und den Staatshaushalt zu verwalten.
- Die regelmäßige Abhaltung von Parliaments am 29. September, 2. Februar und 1. Juni jeden Jahres. Gemeinsam mit den Mitgliedern des Staatsrates sollten zwölf Vertreter des Volkes, der sogenannten community of the realm, sich mit den Staatsangelegenheiten befassen.
- Die Wahl eines Justiciars, eines Kanzlers und eines Schatzmeisters, die dem Parlament Rechenschaft schuldig waren.
- Die Verwaltungsbeamten der Grafschaften (Sheriffs) sollten aus der Staatskasse bezahlt werden und neue Sheriffs einen Amtseid ablegen.

Durch diese Reformen ging ein großer Teil der Staatsgewalt und der Kontrolle über die Finanzen auf die Barone über. Durch Heinrichs Eid, sich den Bestimmungen zu beugen, wurden diese rechtswirksam. Im Jahr 1259 wurden in den Provisions of Westminster weitere Reformen beschlossen, die unter anderem das Justizwesen und die Rechte des niedrigen Adels betrafen.

## Krieg der Barone
Für einige Jahre beugte sich Heinrich widerwillig den neuen Machtverhältnissen. Doch als er sich der Unterstützung des Papstes und Frankreichs sicher zu sein glaubte, versuchte er, die verlorene Gewalt wiederzugewinnen. 1261 entband Papst Alexander IV. Heinrich von seinem Eid, woraufhin dieser die Provisions für ungültig erklärte. Es kam zur Auseinandersetzung zwischen den Anhängern des Königs und den Baronen, welche auf die Einhaltung der Bestimmungen bestanden. In der Folge versuchte der König von Frankreich, Ludwig IX. zwischen den Parteien zu vermitteln. In seiner Mise of Amiens erklärte er die Provisions für null und nichtig.
Die Gruppe um Simon de Montfort weigerte sich, den Schiedsspruch des französischen Königs anzuerkennen. Es kam zum Bürgerkrieg, den Zweiten Krieg der Barone, der mit einem Sieg des Königs endete. Durch das Dictum of Kenilworth wurde der Krieg am 31. Oktober 1266 offiziell beendet und die Provisions of Oxford endgültig annulliert, wobei der König jedoch Zugeständnisse hinsichtlich der Auswahl seiner Berater machte und sich verpflichtete, die Rechte der Bevölkerung zu respektieren.